# 武田尾駅
武田尾駅（たけだおえき）は、兵庫県宝塚市玉瀬字イズリハにある、西日本旅客鉄道（JR西日本）福知山線の駅である。駅番号はJR-G59。
無人駅（宝塚駅の被管理駅）で、アーバンネットワークおよび「JR宝塚線」の愛称区間、ICOCAの利用可能エリアに含まれている（相互利用ICカードはICOCAの項を参照）。

## 歴史

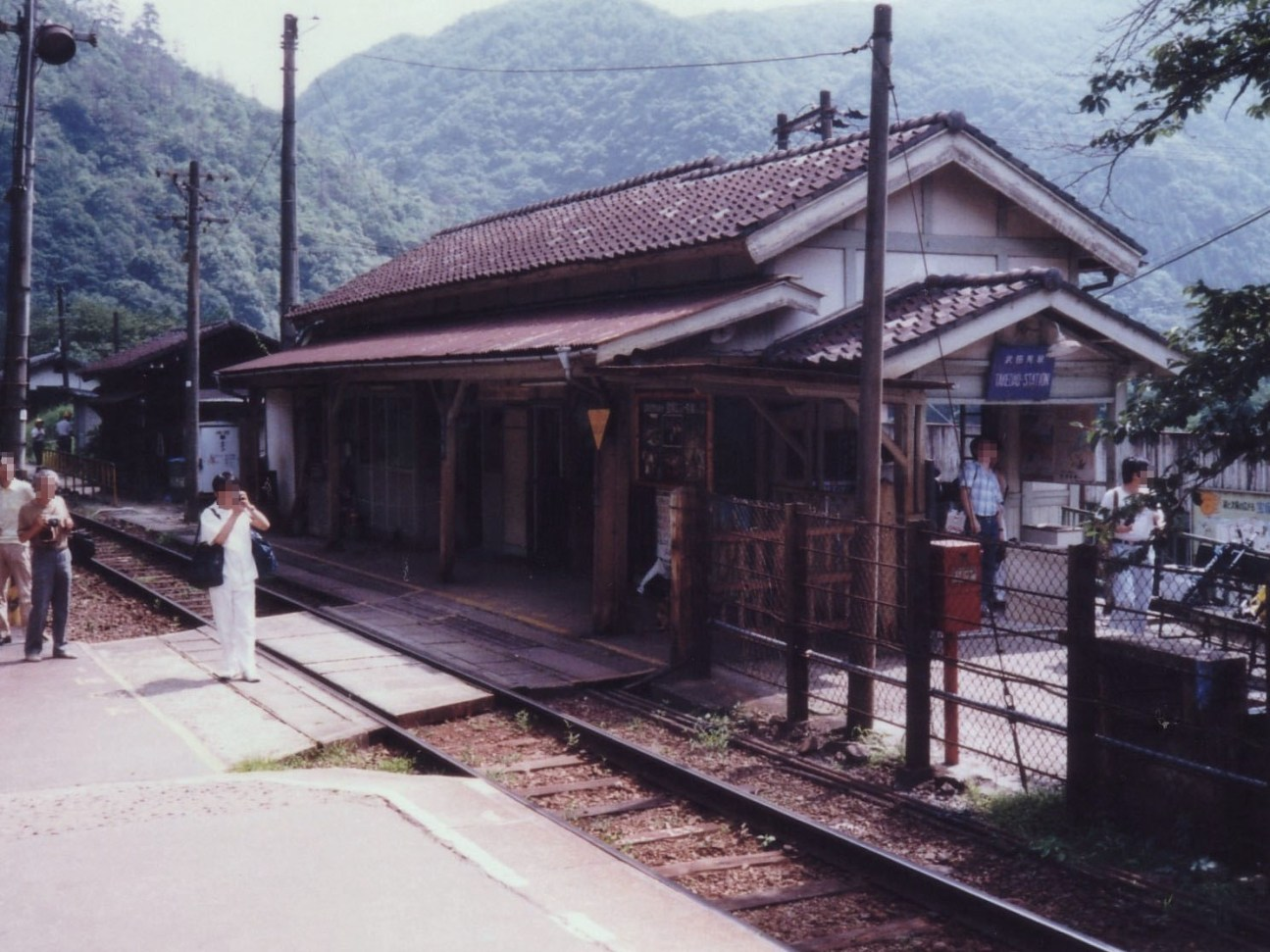
旧駅（最終営業日である1986年7月31日）

福知山線は元々武庫川に沿って単線・非電化の線路が敷かれており、列車交換のため長時間停車する鈍行列車も多かった。
1980年代の複線電化を機に現在の新線に架け替えられ、電車による大阪市近郊の高速都市間輸送の区間に組み込まれ、停車する列車の本数も増加した。

### 年表
- 1899年（明治32年）1月25日：阪鶴鉄道の有馬口駅（現・生瀬駅） - 三田駅間延伸により開業[1]。旅客・貨物の取り扱いを開始[2]。開業当時は島式ホーム1面2線で、現在の切畑道場線の橋や公衆トイレのある場所のそば[3]に駅があった。
- 1907年（明治40年）8月1日：阪鶴鉄道を国有化[4]。これに伴い、帝国鉄道庁に移管。
- 1909年（明治42年）10月12日：線路名称制定[4]。阪鶴線の所属駅となった[4]。
- 1912年（明治45年）3月1日：線路名称改定[4]。阪鶴線の福知山駅以南が福知山線と改称され、当駅もその所属となった[4]。
- 1971年（昭和46年）3月1日：貨物および荷物の取り扱いが廃止[2]。
- 1986年（昭和61年）
  - 8月1日：当駅を含む生瀬駅 - 道場駅間の新線切り替えに伴い、現在地に駅を移転[1][4][5]。旧駅跡は道路として整備されている。
  - 11月1日：電化し[4]、駅員無配置駅となる[6]（代わりに8月1日に開業した西宮名塩駅に駅員を配置）。
- 1987年（昭和62年）4月1日：国鉄分割民営化により西日本旅客鉄道（JR西日本）へ移管[4]。
- 1988年（昭和63年）3月13日：路線愛称の制定により、「JR宝塚線」の愛称を使用開始。
- 1998年（平成10年）1月19日：自動改札機を設置し、供用開始[7]。
- 2003年（平成15年）11月1日：「ICOCA」のサービス供用開始[8]。簡易型自動改札機で対応。
- 2011年（平成23年）3月8日：JR宝塚・JR東西・学研都市線運行管理システムと接近メロディ導入。
- 2018年（平成30年）3月17日：当駅に駅ナンバリング「JR-G59」を導入。
- 2020年（令和2年）3月14日：ダイヤ改正に伴い、新たに新設された区間快速の停車駅となる[9]。
- 2028年（令和10年）度: エレベーターを設置（予定）[10]。

## 駅構造

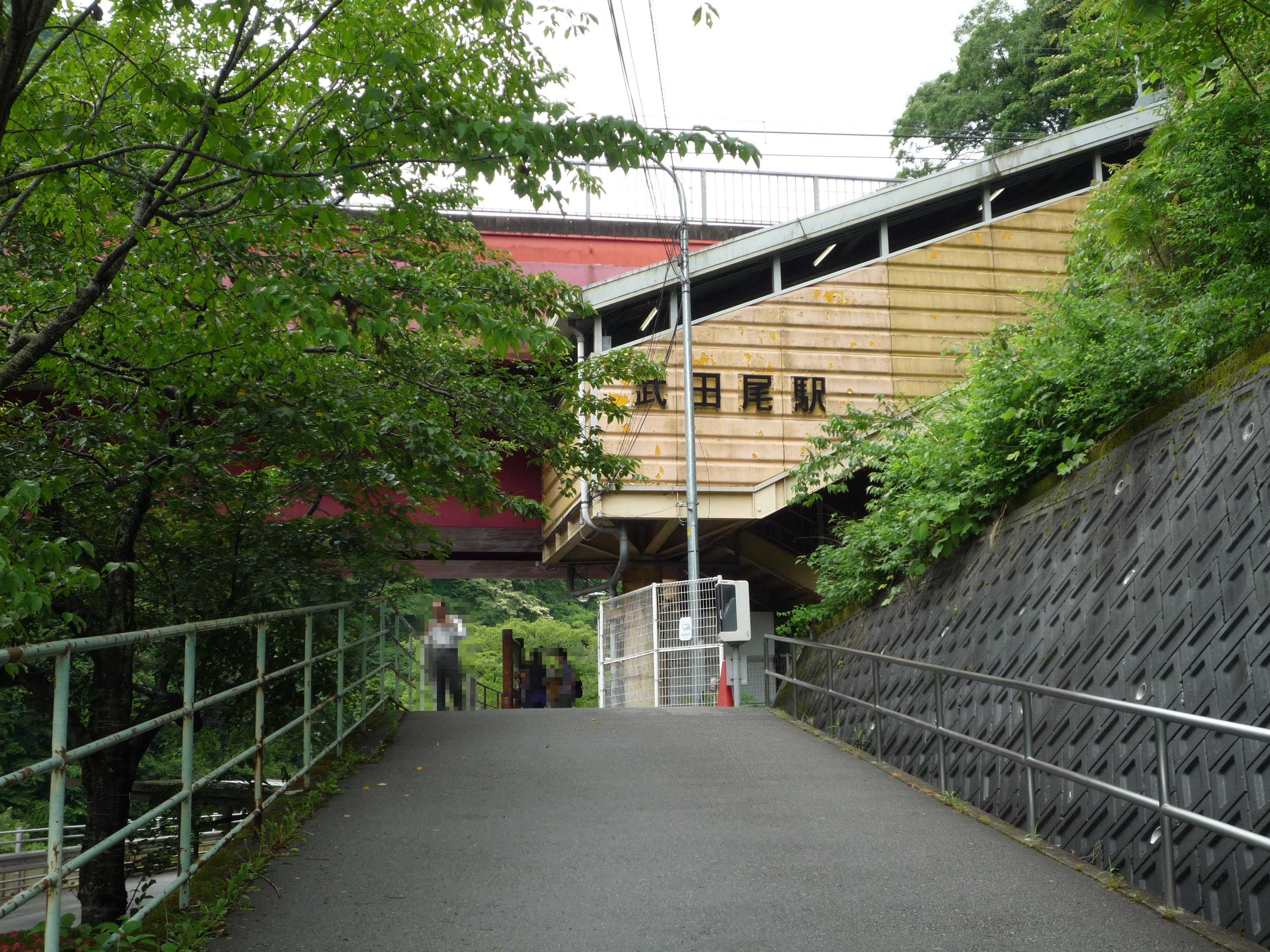
東側から望む駅入口

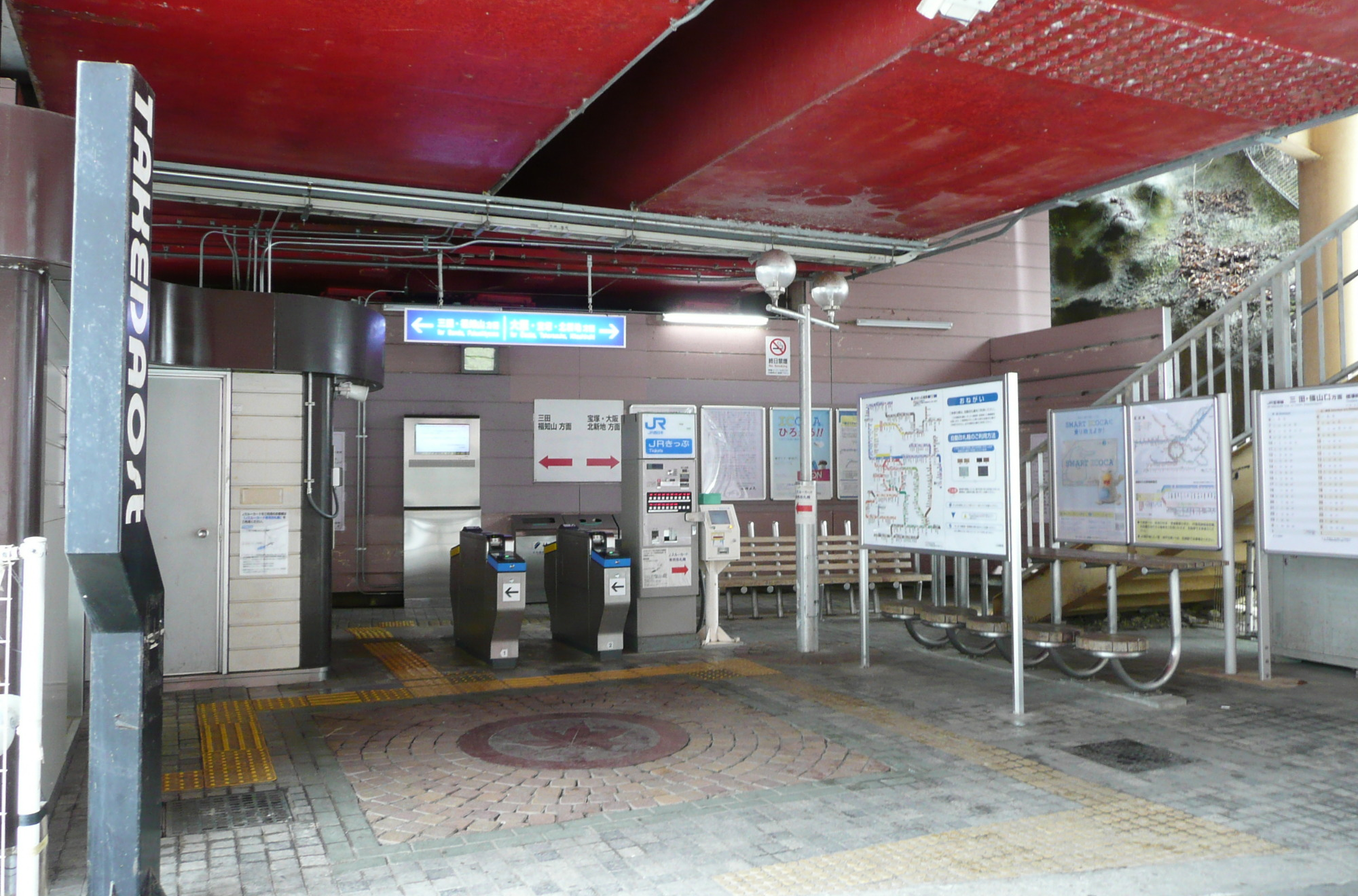
改札口（2008年2月）

相対式2面2線のホームを持つ高架駅。分岐器や絶対信号機を持たないため、停留所に分類される。
ホームの南半分は橋梁（第2武庫川橋梁）上、北半分はトンネル（第1武田尾トンネル）内にある。かつて武庫川にダムの建設が計画されていた関係で、川の水面から橋桁まではかなりの高さがある。なお、橋梁の大阪寄りは西宮市域である。
改札口は1ヶ所のみ。直立型の自動券売機とICOCA（および相互利用対象のICカード）対応の自動改札機（集札機能のない簡易型）が設置されている（いずれの機種の筐体も、福知山線内では最南端の設置駅となっている）。また、改札口コールシステムが導入されているほか、行先表示器（2列車分を表示できるタイプ）が改札口と各ホームに設置されている。
改札口のそばにはテーブル付きのベンチがあるほか、各ホームの中央付近にも待合室が設けられている。
無人駅かつ高架駅だがエレベーターやエスカレーターは設置されていないため、車椅子の使用者などの介助を必要とする乗客の利用は困難を伴う。約50段あるホームと改札階との間の階段が急なこともあり、地元の駅利用者や温泉旅館の経営者らがエレベーターの設置を長年求めていたものの、1日あたりの乗降客数が1000人未満でありJR西日本の駅エレベーター設置基準を満たさないことからこれまで設置は見送られてきたが、宝塚市が駅周辺のバリアフリー化を進める基本構想をまとめたことから、今後は詳細設計に入り、2028年度の完成を目指すこととなった。エレベーターは2基を設置し、うち駅東側の1基で地上⇔2階（改札階）⇔3階（大阪方面ホーム）の共用とし、三田方面はそれとは別に2階⇔3階ホームの1基を設ける。このほか、バリアフリートイレなども併せて整備する。
旧線時代は1面2線の島式ホームで、武庫川と県道を跨ぐ神戸水道の水道管の真下に三田方面へと通じるポイントが敷設されていた。

### のりば
| のりば | 路線     | 方向 | 行先                   |
| ------ | -------- | ---- | ---------------------- |
| 1      | JR宝塚線 | 下り | 三田・福知山方面       |
| 2      | JR宝塚線 | 上り | 宝塚・大阪・北新地方面 |

- 上表の路線名は旅客案内上の名称（愛称）で表記している。

## ダイヤ
日中時間帯は上下線共に、新三田駅（一部は篠山口駅） - 大阪駅間で運行される区間快速が毎時4本発着する。区間快速は2020年3月14日のダイヤ改正でこの時間帯に停車していた普通を置き換えたもので、当駅を含む川西池田駅以北では各駅に停車し、上り（尼崎駅）方面の列車は川西池田駅で普通と接続する。
日中以外の時間帯は普通が停車する。区間快速と同様に主に新三田駅（一部は篠山口駅・福知山駅）発着で、JR京都線に直通する列車（主に高槻駅発着）が中心だが、朝や深夜にはJR東西線や学研都市線（北新地駅・京橋駅）方面に直通する列車もある。

## 利用状況
当駅には古くから北に離れた西谷地区からの路線バス（後述）が乗り入れているものの、過疎化や宝塚市街地への道路が整備されたことから利用者は減少しており、宝塚市内の駅では最も利用者が少ない。ただし後述の旧線跡へのハイキング人気もあり、行楽期の土曜・休日は利用客が増えるため、臨時で出札員が配置されることがある。
「兵庫県統計書」及び「西宮市統計書」によると、近年の1日平均乗車人員は以下の通りである。
| 年度   | 1日平均 乗車人員 |
| ------ | ---------------- |
| 1995年 | 489              |
| 1996年 | 481              |
| 1997年 | 591              |
| 1998年 | 723              |
| 1999年 | 721              |
| 2000年 | 730              |
| 2001年 | 720              |
| 2002年 | 660              |
| 2003年 | 646              |
| 2004年 | 609              |
| 2005年 | 563              |
| 2006年 | 549              |
| 2007年 | 574              |
| 2008年 | 564              |
| 2009年 | 589              |
| 2010年 | 572              |
| 2011年 | 573              |
| 2012年 | 572              |
| 2013年 | 580              |
| 2014年 | 577              |
| 2015年 | 573              |
| 2016年 | 567              |
| 2017年 | 695              |
| 2018年 | 630              |
| 2019年 | 595              |
| 2020年 | 478              |
| 2021年 | 486              |

## 駅周辺
馳渡山の南麓の山間部に位置している。武庫川と山に囲まれ、駅前に民家や商店などはないが、西（武庫川の上流方向）へ徒歩10分ほどの場所に、武田尾温泉がある。旧線跡に整備された県道を東側に進んだ旧駅付近にも集落がある。
- 武田尾温泉
- 桜の園[14]

宝塚市が管理・整備している里山公園。長尾山の麓にあり、桜の保護育成研究に尽力した笹部新太郎の演習林跡で、自生種、固有種であるヤマザクラ、エドヒガン、カスミザクラなど多くの種類の桜が植えられている。
- 武田尾公会堂
- 兵庫県道327号切畑道場線
- 新名神高速道路 宝塚北サービスエリア
- 神戸水道

川下川ダムで取水した水を、神戸市方面へ送水するための施設。当駅の東側を通っている。

## バス路線
駅前に阪急バスが乗り入れており、市北部の西谷・東部・波豆方面へと向かう路線を運行している。バス停の名称は「JR武田尾駅」。
1924年に地元資本の西谷バス（西谷自動車）が西谷地区から当駅前までのバス路線を開業した。後に同社は阪急バス傘下の阪急田園バスとなり、2019年4月1日付で阪急バスに吸収合併されたが、西谷地区の玄関口として長年変わらず機能している。
運行路線は以下の通り。2021年4月1日に再編された。
- 2系統・3系統・4系統：上佐曽利
- 10系統・11系統：波豆

## 旧線について

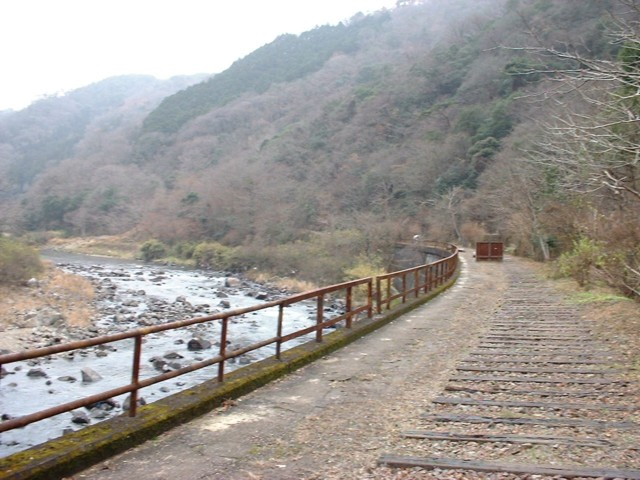
旧線跡のハイキングコース

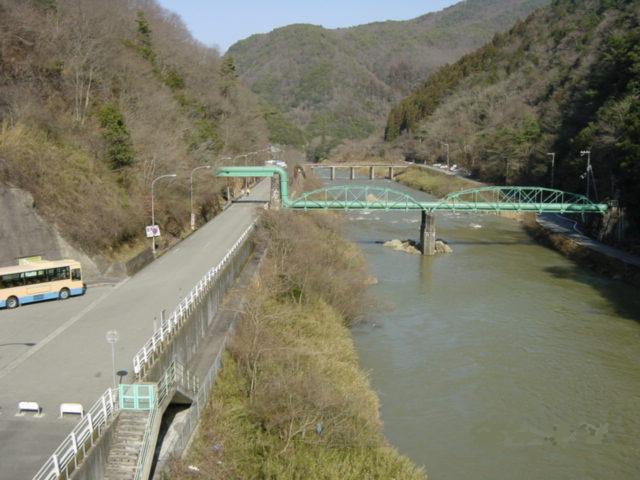
ホーム上から望む旧線跡の道路。
奥に写る橋の付近に旧駅があった（2003年3月）

現在の駅の真下を直角に潜り抜ける武庫川の沿道が、福知山線の開業当初からの線路であった。当駅周辺は山間の狭いV字谷であり、建設工事のみならず完成後も落石防止などの護岸工事、そして保線作業が大変な区間であった。福知山線の大半のトンネルがこの周辺に集中しており、現在でも当時の護岸工事の痕跡が多数存在する。
1986年8月に当駅を含む宝塚駅 - 三田駅間において新線の整備により線路が付け替えられたことで、それまでの旧線は廃止された。旧線は旧国鉄（のちJR西日本が承継）により「立入禁止」の措置が執られ、入口に柵が設置されたものの、大阪市近郊で手軽に風光明媚な景色を堪能できることもあり、口コミによって隠れたハイキングコースとして知られるようになり、無断立ち入りによるハイキング利用者が増加した。結局、1990年にハイカーが自己責任を負うことを条件に正式なハイキングコースとして開放された。
その後、2008年にハイカーの転落死亡事故が発生。それとは別に土砂災害の危険性も指摘されていたため、2016年5月に西宮市内の廃線跡は一時閉鎖され再整備の上、同年11月15日より正式な遊歩道として一般開放された。
整備後のハイキングコースは、生瀬駅 - 武田尾駅間の約4.7 kmで徒歩約2時間。コースの各入口までは生瀬駅・西宮名塩駅・武田尾駅よりそれぞれ徒歩15分程度。入口までの場所に公衆トイレが設けられているが、コースの途中には公衆トイレや自動販売機を含む飲食物を購入できる場所はないほか、所々にあるトンネルには照明がないため、懐中電灯などの照明器具を持参する必要がある。

## 隣の駅
西日本旅客鉄道（JR西日本）
 JR宝塚線（福知山線）
■丹波路快速・■快速
通過
■区間快速・■普通
西宮名塩駅 (JR-G58) - 武田尾駅 (JR-G59) - 道場駅 (JR-G60)